# Berndt Schmidt

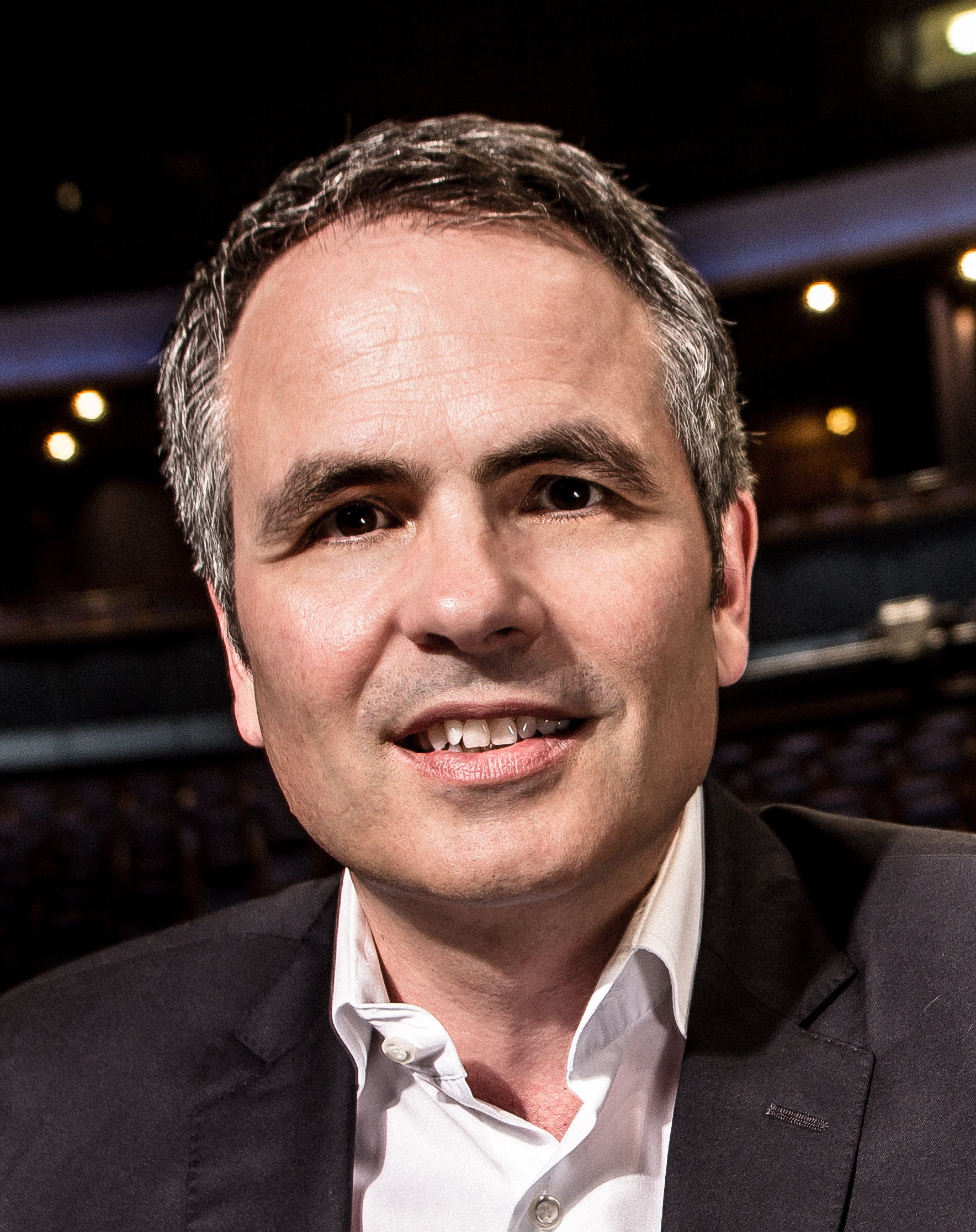
Berndt Schmidt (2014)

Berndt Schmidt (* 3. Januar 1964 in Bruchsal) ist ein deutscher Kulturmanager und Intendant.

## Leben
Schmidt studierte Wirtschafts- und Sozialwissenschaften in Augsburg. Ab 1990 war er wissenschaftlicher Assistent der Universität Augsburg am Lehrstuhl für Betriebswirtschaftslehre, Schwerpunkt Unternehmensführung und Organisation. Dort wurde er 1993 zum Thema Führung von Konzernen, eine empirische Untersuchung zum Dr. rer. pol. promoviert.
Nach seinem Berufseinstieg bei der Bertelsmann AG in New York wurde er kaufmännischer Geschäftsführer eines Tochterunternehmens in Frankfurt am Main und Geschäftsführer von dessen Auslandsbeteiligungen in New York und London. Danach war er als Interims- und Kulturmanager auf erster und zweiter Leitungsebene tätig in den Bereichen Film- und Games-Produktion, Musikbranche und Verlagswesen.
Von 2002 bis 2004 war er am Musiktheater Neuschwanstein in Füssen (Ludwig II. – Sehnsucht nach dem Paradies), zuletzt als Generalbevollmächtigter. 2004 stieg er bei der Stage Entertainment ein, zunächst in der Unternehmenszentrale in Hamburg, danach als Regional-Geschäftsführer des Apollo- und des Palladium-Theaters in Stuttgart.
Seit 1. November 2007 ist er Intendant und alleiniger Geschäftsführer des Berliner Friedrichstadt-Palastes, sowie Produzent zahlreicher Shows. Es gelang ihm, den Friedrichstadt-Palast aus der Verlustzone herauszuführen und in den Geschäftsjahren 2009–2019 die höchsten Ticketumsätze in der Geschichte des Hauses zu erzielen. Zum hundertjährigen Bühnenjubiläum des Hauses im Jahr 2019 erreichte er mit 545.000 Gästen erneut ein Rekordjahr.
2019 inszenierten René Pollesch als Autor und Regisseur sowie Fabian Hinrichs als Co-Regisseur und Schauspieler das Stück Glauben an die Möglichkeit der völligen Erneuerung der Welt am Friedrichstadt-Palast. Berndt Schmidt wirkte für die Inszenierung als Produzent. Die Produktion hatte am 9. Oktober 2019 Premiere. Ursprünglich waren sechs Vorstellungen geplant. Da diese alle ausverkauft waren, wurde die Inszenierung bis März 2020 mehrfach verlängert. Aufgrund der Corona-Pandemie konnte das Stück seitdem nicht wieder aufgeführt werden.
Der SPIEGEL bezeichnete die Premiere als „historische[n] Kulturmoment“. Das Theaterstück belegte Platz 1 der besten Berliner Inszenierungen und war für rbb Kultur unter den „fünf besten Theaterabenden 2019“ sowie „die wohl am meisten erwartete Theaterproduktion des Jahres“.
Am 11. März 2020 stellte der Palast aufgrund der Covid19-Pandamie für den Rest des Jahres den Spielbetrieb ein. Um auch während der Pandemie Kunst im Friedrichstadt-Palast zu zeigen, eröffnete Schmidt mit C/O Berlin am 1. Oktober 2020 die Fotoausstellung Stageless. Ausgestellt wurden Aufnahmen der Ballettcompagnie vom Fotografen und Berghain-Türsteher Sven Marquardt. Die Ausstellung dokumentiert die Bühnenlosigkeit des Ensembles während der Pandemie. Zunächst bis zum 29. November geplant, wurde die Ausstellung am 2. November aufgrund eines pandemiebedingten zweiten Lockdowns vorzeitig beendet.

## Lehrtätigkeit
Von 2010 bis 2014 lehrte er als Dozent am Fachbereich Philosophie und Geisteswissenschaften der Freien Universität Berlin. An die Hochschule für Musik und Theater München wird er regelmäßig als Gastreferent eingeladen. 2011 war er Referent des chinesischen Weiterbildungsprogramms „Theatermanagement für Praktiker“ an der Shanghai Theatre Academy in Zusammenarbeit mit der Poly Culture & Arts Co. Ltd. (Peking).

## Politisches Engagement
Mit seiner Intendanz verfolgt Schmidt im Wesentlichen drei Ziele: die Modernisierung der Kunstform der Revue im 21. Jahrhundert, die Pflege des Palastes als historisches Bauzeugnis und das Einstehen der Bühne für Freiheit und Toleranz.
Bundesweit Aufsehen erregte seine Entscheidung, ab 2014 zu Premieren des Hauses keine Botschafter mehr aus Ländern einzuladen, die von Staats wegen Menschen aufgrund ihrer sexuellen Orientierung diskriminieren. Ein Sprecher der Bundesregierung übte Kritik an der sogenannten „Pinken Liste“, auf der 83 Staaten verzeichnet sind.
Auf Schmidts Initiative hin wurde am 18. November 2015 ein Denkzeichen für die Gründungsväter des Friedrichstadt-Palastes, Max Reinhardt, Hans Poelzig und Eric Charell, enthüllt, die allesamt später Verfolgte des NS-Regimes waren. Schon 2010 wurde der geschichtliche Kontext des Palastes in einer Dauerausstellung im Foyer aufgearbeitet und mit letzten Überresten des Großen Schauspielhauses ergänzt, die in sprichwörtlich letzter Sekunde in der Baugrube des Yoox-Neubaus gefunden und gesichert wurden, darunter Teile von Max Reinhardts ursprünglicher Bühnenmaschinerie.
Als Sprecher der Wettbewerbs-Jury gab Berndt Schmidt im November 2015 den Siegerentwurf für das Berliner Denkmal für die erste homosexuelle Emanzipationsbewegung bekannt. Schmidt ist außerdem Mitglied im Jüdischen Forum für Demokratie und gegen Antisemitismus.
Mit der von ihm im August 2016 ins Leben gerufenen Initiative ‚Respect Each Other‘ steht der Friedrichstadt-Palast nach innen und außen deutlich ein für Vielfalt, Freiheit und Demokratie. Dazu gehört auch die im Juni 2018 entwickelte Kampagne ‚KartenGegenTaten‘, mit der das Theater Freikarten an Menschen vergibt, die unverschuldet verbalen oder tätlichen Hass, Rassismus, Sexismus, Diskriminierung, Homophobie oder Antisemitismus erleiden.
Schmidt war der erste Intendant einer staatlichen Bühne (der Friedrichstadt-Palast ist zu 100 Prozent im Besitz des Landes Berlin), der sich nach der Bundestagswahl 2017 in überregionalen Medien vom Weltbild der Alternative für Deutschland distanziert hat. Darüber entbrannte Anfang Oktober 2017 eine bundesweite Diskussion, wie Theater mit Rassismus und Rechtsextremismus umgehen können und sollen. In der Folge erhielt er zahlreiche Hassmails und Morddrohungen. Nach einer Bombendrohung kurz vor Beginn der Samstagabendvorstellung am 7. Oktober 2017 wurde der Friedrichstadt-Palast mit 1.800 Gästen und knapp 200 Mitarbeitern bis zur Entwarnung durch die Sicherheitsbehörden kurzzeitig geräumt. Die AfD Berlin forderte aufgrund der Aussagen Schmidts bei den Haushaltsberatungen im Kulturausschuss des Abgeordnetenhauses von Berlin, der Landesbühne die Zuwendungsmittel zu kürzen. Stattdessen wurde die Zuwendung, auch mit den Stimmen der Oppositionsparteien, außer der AfD, erhöht.
Zusammen mit dem Jüdischen Forum für Demokratie und gegen Antisemitismus e. V. und in Anwesenheit des Botschafters des Staates Israel, Jeremy Issacharoff, und Lala Süsskind lud Schmidt im Dezember 2017 erstmals zu einer Chanukka-Feier in den Friedrichstadt-Palast. Mit der prominenten Feier des jüdischen Lichterfestes auf der größten Bühne in der Bundesrepublik Deutschland sollte ein klares Zeichen gegen wieder zunehmenden Judenhass in Deutschland gesetzt werden. 2018 fand die gemeinsame Chanukka-Feier am 10. Dezember statt.
Berndt Schmidt zählt zu den Erstunterzeichnern der am 9. November 2018 in Berlin gestarteten Kampagne Erklärung der Vielen.
Zum hundertjährigen Bühnenjubiläum des Friedrichstadt-Palastes verwies Schmidt auf die jüdisch stämmigen Gründer des Hauses Max Reinhardt und Erik Charell. Um diese zu ehren und als Bekenntnis zum Judentum im heutigen Deutschland ließ er über mehrere Wochen vor dem Gebäude des Friedrichstadt-Palastes eine Fahne mit Davidstern und dem Aufdruck »Jüdische Wurzeln seit 1919« aufziehen.
Als während der Covid19-Pandemie in Deutschland die Kunst- und Kultureinrichtungen zu den ersten Einrichtungen gehören, die aufgrund eines erneuten Lockdowns schließen müssen, wirft Schmidt der Politik in einem Gastbeitrag in der Berliner Morgenpost „einen groben Eingriff in die Freiheit der Kunst“ vor. Er fordert, die in Art. 5 Abs. 3 Grundgesetz besonders geschützte Kunst nicht „in einen Topf mit Freizeitaktivitäten“ zu werfen.

## Bühnenstücke
- 2008: Qi – eine Palast-Phantasie (Friedrichstadt-Palast Berlin), Produzent: Berndt Schmidt, Regie: Jürgen Nass
- 2009: Die Schneekönigin (junges Ensemble Friedrichstadt-Palast Berlin) Produzent: Berndt Schmidt, Regie: Klaus Seiffert
- 2009: Winterträume (Friedrichstadt-Palast Berlin), Produzent: Berndt Schmidt, Regie: Winfried Schneider
- 2010: Yma – zu schön, um wahr zu sein (Friedrichstadt-Palast Berlin), Produzent: Berndt Schmidt, Regie: Jürgen Nass
- 2010: Träume brauchen Anlauf (junges Ensemble Friedrichstadt-Palast Berlin), Produzent: Berndt Schmidt, Regie: Klaus-Dieter Rentel
- 2011: berlin ERLEUCHTET – Wintershow (Friedrichstadt-Palast Berlin) Produzent: Berndt Schmidt, Regie: Jürgen Nass
- 2012: SHOW ME – Glamour is back (Friedrichstadt-Palast Berlin), Produzent: Berndt Schmidt, Showkonzept & Inszenierung: Jürgen Nass & Roland Welke
- 2012: Ganz schön anders (junges Ensemble Friedrichstadt-Palast Berlin), Produzent: Berndt Schmidt, Regie: Johannes Grebert
- 2013: Keinschneechaos (junges Ensemble Friedrichstadt-Palast Berlin), Produzent: Berndt Schmidt, Regie: Roland Welke
- 2014: THE WYLD – Nicht von dieser Welt (Friedrichstadt-Palast Berlin), Produzent: Berndt Schmidt, Regie: Manfred Thierry Mugler
- 2016: THE ONE Grand Show (Friedrichstadt-Palast Berlin), Produzent: Berndt Schmidt, Regie: Roland Welke
- 2016: Verrückte Sonne (junges Ensemble Friedrichstadt-Palast Berlin), Produzent: Berndt Schmidt, Regie: Andreana Clemenz
- 2017: Spiel mit der Zeit (junges Ensemble Friedrichstadt-Palast Berlin) Stückidee & Produzent: Berndt Schmidt, Regie: Andreana Clemenz
- 2018: VIVID Grand Show – Eine Liebeserklärung an das Leben (Friedrichstadt-Palast Berlin), Produzent: Berndt Schmidt, Autorin & Regisseurin: Krista Monson, Co-Autor und Co-Regisseur: Oliver Hoppmann
- 2019: Glauben an die Möglichkeit der völligen Erneuerung der Welt (Friedrichstadt-Palast Berlin), Produzent: Berndt Schmidt, Regie: René Pollesch und Fabian Hinrichs
- 2019: Im Labyrinth der Bücher (junges Ensemble Friedrichstadt-Palast Berlin), Stückidee & Produzent: Berndt Schmidt, Regie: Andreana Clemenz
- 2021: Arise – Liebe ist stärker als die Zeit (Friedrichstadt-Palast Berlin), Produzent: Berndt Schmidt, Autor & Regisseur: Oliver Hoppmann

## Ehrungen und Auszeichnungen
- Bei der Schlusskundgebung der CSD-Parade 2012 erhielt Schmidt am Brandenburger Tor den Zivilcouragepreis des CSD Berlin.
- Schmidt ist Preisträger des „Maneo Award“ des Beratungs- und Informationszentrums Mann-O-Meter, welcher am 20. Oktober 2014 im Quatsch Comedy Club verliehen wurde.[38]
- Am 6. November 2018 wurde Schmidt mit dem Ehrenpreis des listen to berlin der Berlin Music Commission für sein künstlerisches Wirken am Friedrichstadt-Palast und seinen gesellschaftlichen Einsatz für Vielfalt und Kunstfreiheit ausgezeichnet.[39]
- Am 2. Januar 2020 wurde Berndt Schmidt zum „Berliner des Jahres“ von der Berliner Morgenpost gekürt.[40]
- Am 1. Oktober 2023 wurde Berndt Schmidt der Verdienstorden des Landes Berlin verliehen.[41]